# Altenbach
Altenbach est une ancienne commune française du Haut-Rhin rattachée à Goldbach en 1973 pour former la nouvelle commune dénommée Goldbach-Altenbach.
De 1973 à 2015, elle avait le statut de commune associée.

## Toponymie
Cette localité est mentionnée sous sa forme actuelle en 1394 (cart. de Murbach).
Du germanique Bach qui désigne le ruisseau et de l'adjectif alt (vieux).

## Histoire
La commune a été décorée le 2 novembre 1921 de la croix de guerre 1914-1918.
Par un arrêté préfectoral du 12 octobre 1972, Altenbach et Goldbach sont fusionnés, avec effet le 1er janvier 1973.
À la suite d'un arrêté préfectoral du 13 août 2015, son statut de commune associée lui est retiré, avec effet le 1er septembre 2015.
Catherine Hubscher dite "Madame Sans-Gêne" y voit le jour le 2 février 1753

## Administration
| Période                                  | Période | Identité         | Étiquette | Qualité |
| ---------------------------------------- | ------- | ---------------- | --------- | ------- |
|                                          | 2015    | Thierry Fellmann |           |         |
| Les données manquantes sont à compléter. |         |                  |           |         |

## Démographie
| 1926 | 1936 | 1946 | 1954 | 1962 | 1968 |
| ---- | ---- | ---- | ---- | ---- | ---- |
| 80   | 81   | 79   | 62   | 53   | 37   |